# Aast
Aast är en kommun i departementet Pyrénées-Atlantiques i regionen Nouvelle-Aquitaine i sydvästra Frankrike. Kommunen ligger i kantonen Montaner som tillhör arrondissementet Pau. År 2022 hade Aast 196 invånare.

## Befolkningsutveckling
Antalet invånare i kommunen Aast
| Referens: INSEE |